# Ratíškovice
Ratíškovice är en ort i Tjeckien. Den ligger i regionen Södra Mähren, i den sydöstra delen av landet, 240 km sydost om huvudstaden Prag. Ratíškovice ligger 202 meter över havet och antalet invånare är 3 994.
Terrängen runt Ratíškovice är platt, och sluttar söderut. Runt Ratíškovice är det ganska tätbefolkat, med 207 invånare per kvadratkilometer. Närmaste större samhälle är Hodonín, 8,3 km söder om Ratíškovice. Trakten runt Ratíškovice består till största delen av jordbruksmark.